# Brama Rosgarteńska

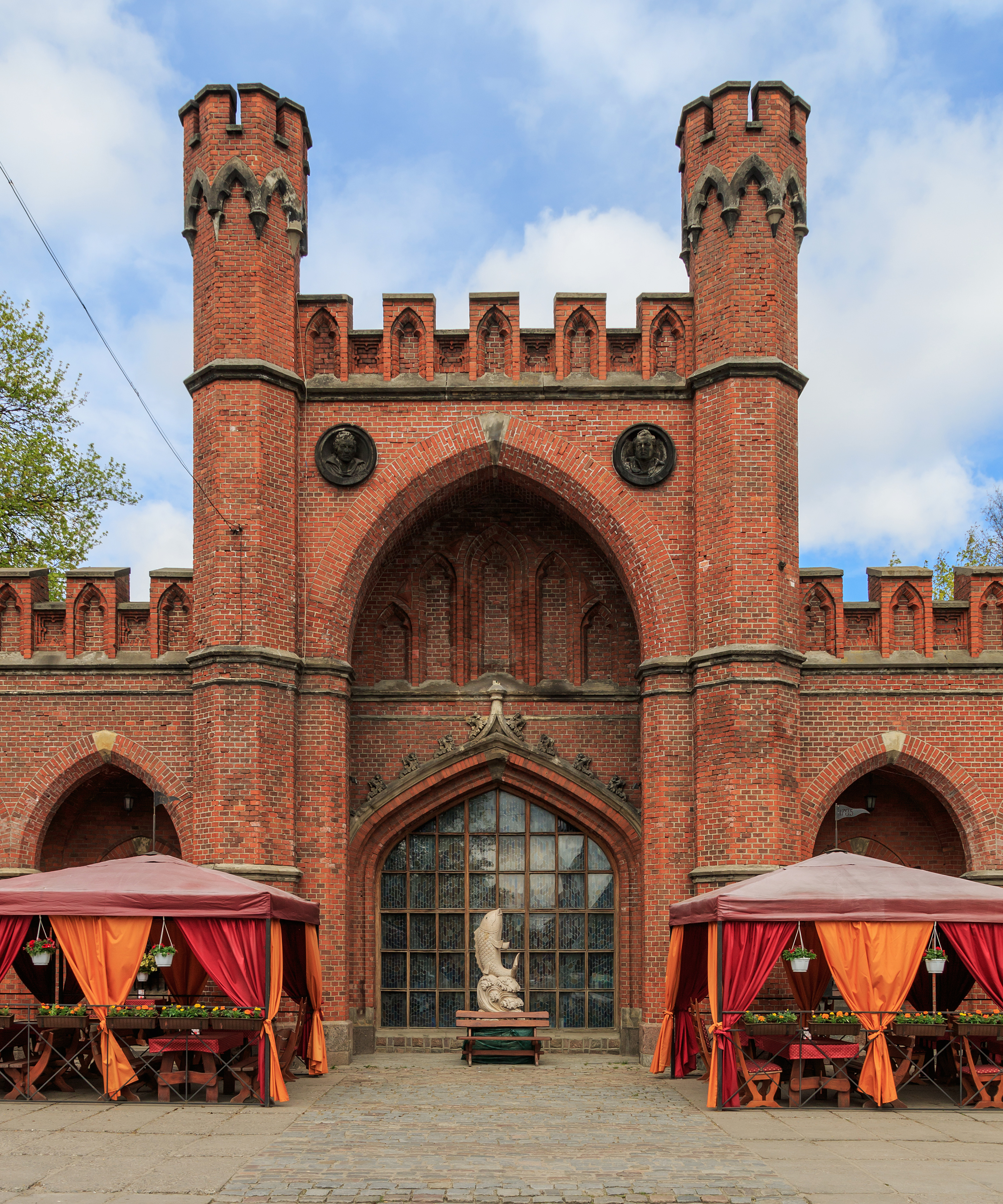

Brama Rosgarteńska w Królewcu (niem. Roßgärter Tor, ros. Росгартенские ворота) – królewiecka, jednoprzelotowa brama komunikacyjna, w twierdzy królewieckiej, zorientowana w kierunku północnym. Jest zlokalizowana pomiędzy bastionami Oberteich i Dohna Turm. Prowadziła do Koronowa.
Brama została odrestaurowana w latach 80. XX wieku.